# Sierra de Belén
Sierra de Belén är en bergskedja i Argentina.   Den ligger i provinsen Catamarca, i den norra delen av landet, 1 100 km nordväst om huvudstaden Buenos Aires.
Omgivningarna runt Sierra de Belén är i huvudsak ett öppet busklandskap. Runt Sierra de Belén är det mycket glesbefolkat, med 2 invånare per kvadratkilometer.